# Tagesbefehl (Album)
Tagesbefehl ist der Titel einer Textsammlung von Horst Peisker, die 1978 gesprochen von Helmut Qualtinger auf einer Langspielplatte bei Quasar Sound erschien. Inzwischen wird bei Veröffentlichungen der Aufnahme als Autor „H. L. Stein“ angegeben.

## Inhalt
Die Schallplatte, auf deren gesamtem Covertitel sich ein überdimensionales Hakenkreuz erstreckt, hinter dem der Interpret zu erkennen ist, beinhaltet erfundene Reden, Briefe, Dialoge und Notizen vor allem aus dem „Dritten Reich“, beispielsweise Hitlers auf eine schizoide Persönlichkeitsstörung hinweisende „Zweifaltigkeitsrede“. Die einzelnen, zum Teil verstörenden Texte haben untereinander keinen inneren Zusammenhang. Sie sind betitelt 
- Zweifaltigkeitsrede
- Tagesbefehl
- Röhmspiele
- An den Reichskanzler
- Goebbels-Notizen
- Der Oberscharführer
- Spiesser
- Entwicklungshilfe
- Rumpelstilz
- Kontemplation
- Le cri
- Vorformen
- Ernst
- Wanda
- Am Zug
- Liebestraum
- Worms und Folgen
- Auswurf

## Rezensionen
Armand Mergen meinte zu der LP-Veröffentlichung „Vergangenes mit Aktuellem verbinden, Wesen im Gewesenen sehen, und dies mit surrealer Deutlichkeit ohne Furcht vor dem Grausamen subtil und ehrlich ableiten, das wollen Autor und Interpret.“ Für Ernst Herhaus brüllt die Platte „realistische Einzelheiten aus dem Hitlerfaschismus, an den wir uns noch erinnern, mit der Stimme Qualtingers in überfallartiger Verfremdung in die jetzige Apathie.“ Gerhard Zwerenz atmete ob der Veröffentlichung auf: „Ja, Österreich hat noch Charme und Wortspieler, die den ostmärkischen Fuchtel-Adolf zu harlekinieren wissen.“

## Veröffentlichungen
Die Schallplatte wurde in den 1980er Jahren wiederveröffentlicht.
Auf CD erschien die Aufnahme unter Auslassung der „Röhmspiele“ erstmals 2004 bei Preiser. Als Verfasser der Texte wurde nunmehr allerdings nicht mehr Horst Peisker angegeben, sondern ein der Literaturwissenschaft nicht bekannter H. L. Stein. 2005 nahm Hörsturz, ebenfalls Stein als Autor angebend, die Aufnahme in sein Programm.

## Einzelbelege
1. ↑  Wilhelm Kosch u. a.: Deutsches Literatur-Lexikon. Biographisch-bibliographisches Handbuch; Francke, 1988, S. 1017
2. ↑  Quasar Sound HP 1001
3. ↑  Quasar Sound HP 1001
4. ↑  Quasar Sound HP 1001